# Bonnemaison
Bonnemaison és un municipi francès situat al departament de Calvados i a la regió de Normandia. L'any 2007 tenia 360 habitants.

## Demografia

### Població
El 2007 la població de fet de Bonnemaison era de 360 persones. Hi havia 147 famílies de les quals 39 eren unipersonals (8 homes vivint sols i 31 dones vivint soles), 38 parelles sense fills, 62 parelles amb fills i 8 famílies monoparentals amb fills.
La població ha evolucionat segons el següent gràfic:
Habitants censats

### Habitatges
El 2007 hi havia 177 habitatges, 146 eren l'habitatge principal de la família, 18 eren segones residències i 12 estaven desocupats. 176 eren cases i 1 era un apartament. Dels 146 habitatges principals, 126 estaven ocupats pels seus propietaris, 19 estaven llogats i ocupats pels llogaters i 1 estava cedit a títol gratuït; 1 tenia una cambra, 5 en tenien dues, 22 en tenien tres, 31 en tenien quatre i 87 en tenien cinc o més. 134 habitatges disposaven pel capbaix d'una plaça de pàrquing. A 57 habitatges hi havia un automòbil i a 86 n'hi havia dos o més.

### Piràmide de població
La piràmide de població per edats i sexe el 2009 era:
| Homes | Edats   | Dones |
| ----- | ------- | ----- |
| 0     | 95 o +  | 0     |
| 4     | 90 a 94 | 0     |
| 0     | 85 a 89 | 0     |
| 4     | 80 a 84 | 4     |
| 0     | 75 a 79 | 8     |
| 8     | 70 a 74 | 4     |
| 8     | 65 a 69 | 8     |
| 4     | 60 a 64 | 4     |
| 8     | 55 a 59 | 4     |
| 28    | 50 a 54 | 24    |
| 16    | 45 a 49 | 8     |
| 12    | 40 a 44 | 32    |
| 8     | 35 a 39 | 0     |
| 0     | 30 a 34 | 8     |
| 8     | 25 a 29 | 8     |
| 8     | 20 a 24 | 8     |
| 8     | 15 a 19 | 24    |
| 12    | 10 a 14 | 20    |
| 4     | 5 a 9   | 8     |
| 4     | 0 a 4   | 8     |

## Economia
El 2007 la població en edat de treballar era de 241 persones, 181 eren actives i 60 eren inactives. De les 181 persones actives 173 estaven ocupades (85 homes i 88 dones) i 8 estaven aturades (2 homes i 6 dones). De les 60 persones inactives 36 estaven jubilades, 13 estaven estudiant i 11 estaven classificades com a «altres inactius».

### Ingressos
El 2009 a Bonnemaison hi havia 150 unitats fiscals que integraven 391 persones, la mediana anual d'ingressos fiscals per persona era de 18.363 €.

### Activitats econòmiques
Dels 5 establiments que hi havia el 2007, 1 era d'una empresa de fabricació d'altres productes industrials, 2 d'empreses de construcció, 1 d'una empresa de comerç i reparació d'automòbils i 1 d'una empresa immobiliària.
L'únic servei als particulars que hi havia el 2009 era un electricista.
L'any 2000 a Bonnemaison hi havia 6 explotacions agrícoles.

## Poblacions més properes
El següent diagrama mostra les poblacions més properes.